# Strongylurus musgravei
Strongylurus musgravei är en skalbaggsart som först beskrevs av Mckeown 1940.  Strongylurus musgravei ingår i släktet Strongylurus och familjen långhorningar. Inga underarter finns listade i Catalogue of Life.